# Magica
A 2000-es Magica az amerikai Dio heavy metal zenekar nyolcadik nagylemeze.

## Története
A Spitfire gondozásában megjelent albumon ismét hallhatjuk Craig Goldy-t, 
Jimmy Baint és Scott Warrent. Az album eredetileg egy trilógia első
részének készült. Maga Ronnie James Dio a Heaven and Hell turnéja után tervezte a következő részek munkálatainak megkezdését, ám 2010. május 16-án elhunyt. A Magica II és Magica III albumokról csupán egy dal jelent meg Electra címmel.

## Az album dalai
| 1.  | Discovery                           | Ronnie James Dio | 0:54  |
| 2.  | Magica Theme                        | Dio              | 1:16  |
| 3.  | Lord of the Last Day                | Dio              | 4:04  |
| 4.  | Fever Dreams                        | Dio              | 4:37  |
| 5.  | Turn to Stone                       | Dio, Craig Goldy | 5:19  |
| 6.  | Feed My Head                        | Dio, Goldy       | 5:39  |
| 7.  | Eriel                               | Dio, Goldy       | 7:25  |
| 8.  | Challis                             | Dio, Goldy       | 4:25  |
| 9.  | As Long as It's Not About Love      | Dio, Goldy       | 6:04  |
| 10. | Losing My Insanity                  | Dio, Goldy       | 5:04  |
| 11. | Annica (bónuszdal a japán kiadáson) | Dio, Goldy       | 3:46  |
| 12. | Otherworld                          | Dio, Goldy       | 4:56  |
| 13. | Magica (repríz)                     | Dio              | 1:53  |
| 14. | Lord of the Last Day (repríz)       | Dio              | 1:44  |
| 15. | Magica Story                        | Dio              | 18:26 |

A Magica Story zene nélküli szám, egy beszélt narráció, amelyet Ronnie James Dio rögzített.

## Helyezések
| Ország  | Helyezés |
| ------- | -------- |
| Amerika | 13       |

## Közreműködők

### Dio
- Ronnie James Dio – ének, billentyűk
- Craig Goldy – gitár
- Jimmy Bain – basszusgitár
- Simon Wright – dob
- Scott Warren – billentyűk

### Produkció
- Ronnie James Dio – producer
- Wyn Davis – hangmérnök
- Stuart Green – művészi munka

## Külső hivatkozások
- Magica Story (angol nyelven)